# My Friend of Misery
"My Friend of Misery" er den 11. sang på Metallicas album Metallica. Sangen blev først spillet live i 2012, men Jason Newsted har ofte brugt riffene til hans live bassoloer. Newsted ville gerne have haft sangen skulle være instrumental, eftersom Metallica havde haft tradition for at lave et instrumental nummer på hver af de forrige udgivelser. Der kom dog ikke nogle instrumentale numre på Metallica-albummet. Lyrikken fortæller om en outsiders synsvinkel på en der soler sig i selvmedlidenhed og opretholder et pessimistisk syn på hele verden.
Der blev lavet en coversang af nummeret af det melodiske dødsmetalband Dark Tranquillity på deres genudgivelse af The Gallery. Desuden har Borgnagar også lavet et cover som bidrag til et tribute album udgivet i forbindelse med 20 års jubilæet for albummet